# 島隆 (鉄道技術者)
島 隆（しま たかし）（1931年7月27日-2020年6月22日）は、日本の鉄道技術者。
東京都生まれ。同じく鉄道技術者である島秀雄の次男。東京大学工学部機械工学科卒。1955年日本国有鉄道（国鉄）に入社。父・秀雄とともに東海道新幹線0系の台車設計にあたる。後に東北・上越新幹線の200系の車両設計責任者となる。
その後、世界銀行に出向。1990年代から計画されていた台湾新幹線計画ではフランスのTGV車両が受注していたが、1999年の台湾大地震で耐震性に優れた日本の車両に発注が変更され、フランスと台湾間で裁判となったが、結果、仏・独・日の合同プロジェクトに決まり、2002年に台湾高速鐵路から技術顧問の依頼を受け、2007年の開通まで3国間の調整を行った。
祖父・島安次郎から3代にわたる高速鉄道開発技術者である。
2020年6月22日に死去。墓所は多磨霊園。
妻は絵本研究家の島多代。

## 演じた俳優
- 緒形直人、浦上晟周 - 「トライ・エイジ〜三世代の挑戦〜 第一回・島家三代の物語」（2011年2月3日 NHK衛星ハイビジョン 緒方は島安次郎・島秀雄との三役、 浦上は幼少時）
- 溝端淳平 - 「妻たちの新幹線」(2014年10月25日 NHK総合テレビ・NHK名古屋放送局製作)